# Găină
Găina (Gallus gallus domesticus) este o subspecie de păsări din genul Gallus, familia Phasianidae. Găina este o pasăre domesticită, iar sub formă sălbatică mai trăiește în prezent în India.
Masculul găinii se numește cocoș. El este mai mare decât femela, are un penaj multicolor, o creastă și bărbie roșie și pinteni puternici la picioare. Unii cocoși pot fi agresivi.
În anul 2013, la nivel mondial existau aproximativ 52 de miliarde de găini, fiind cea mai des întâlnită pasăre din lume.
Conform lui Dionisie Linția, renumitul ornitolog bănățean, ar exista următoarele tipuri de găini:
- tipul european, cu capul neted și cu creastă mare sau mică, cu un smoc de pene posterioare;
- tipul cochinchina, originară din China, de talie înaltă, cu pieptul lat și spatele larg, picioare lungi, coada scurtă și coaja oului cafenie-gălbuie;
- tipul malaiez, cu corpul zvelt, gâtul și picioarele lungi și golașe, cap puternic și cresta scurtă și groasă;
- tipul bantam, de talie mică;
- tipul cuprinzând: 
  - găinile golașe cu gâtul fără pene;
  - găinile cu penaj mătăsos.

## Galerie de imagini

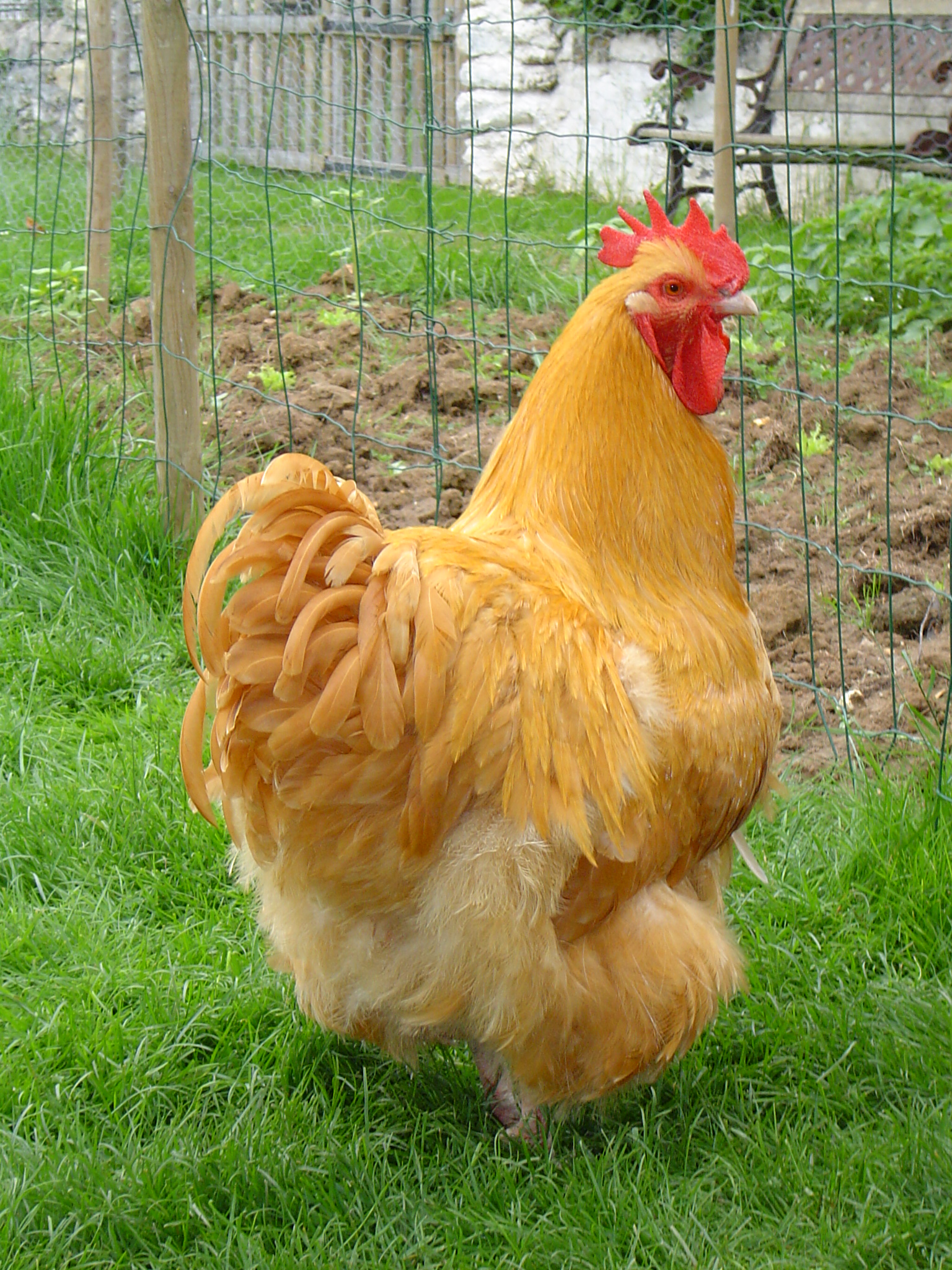
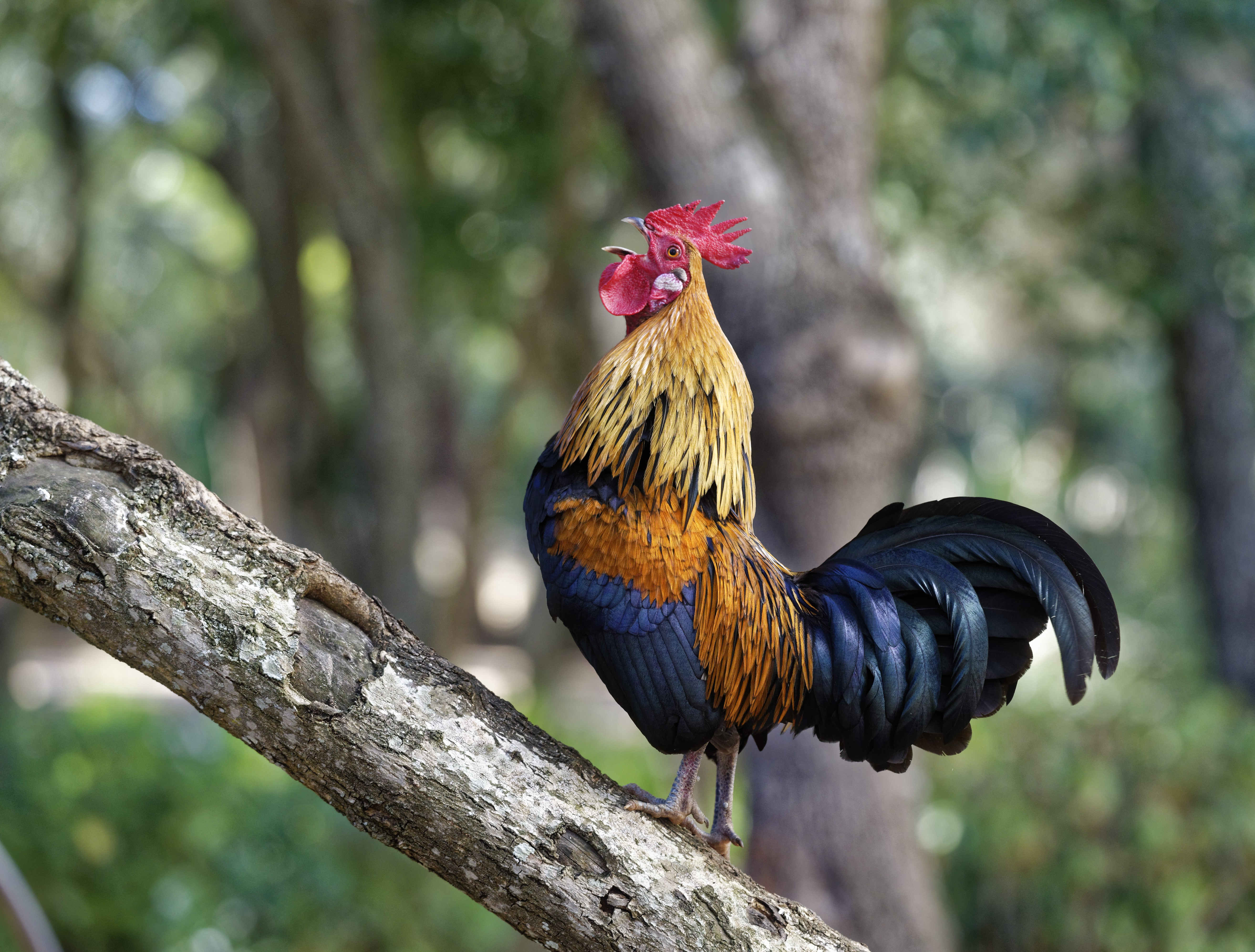
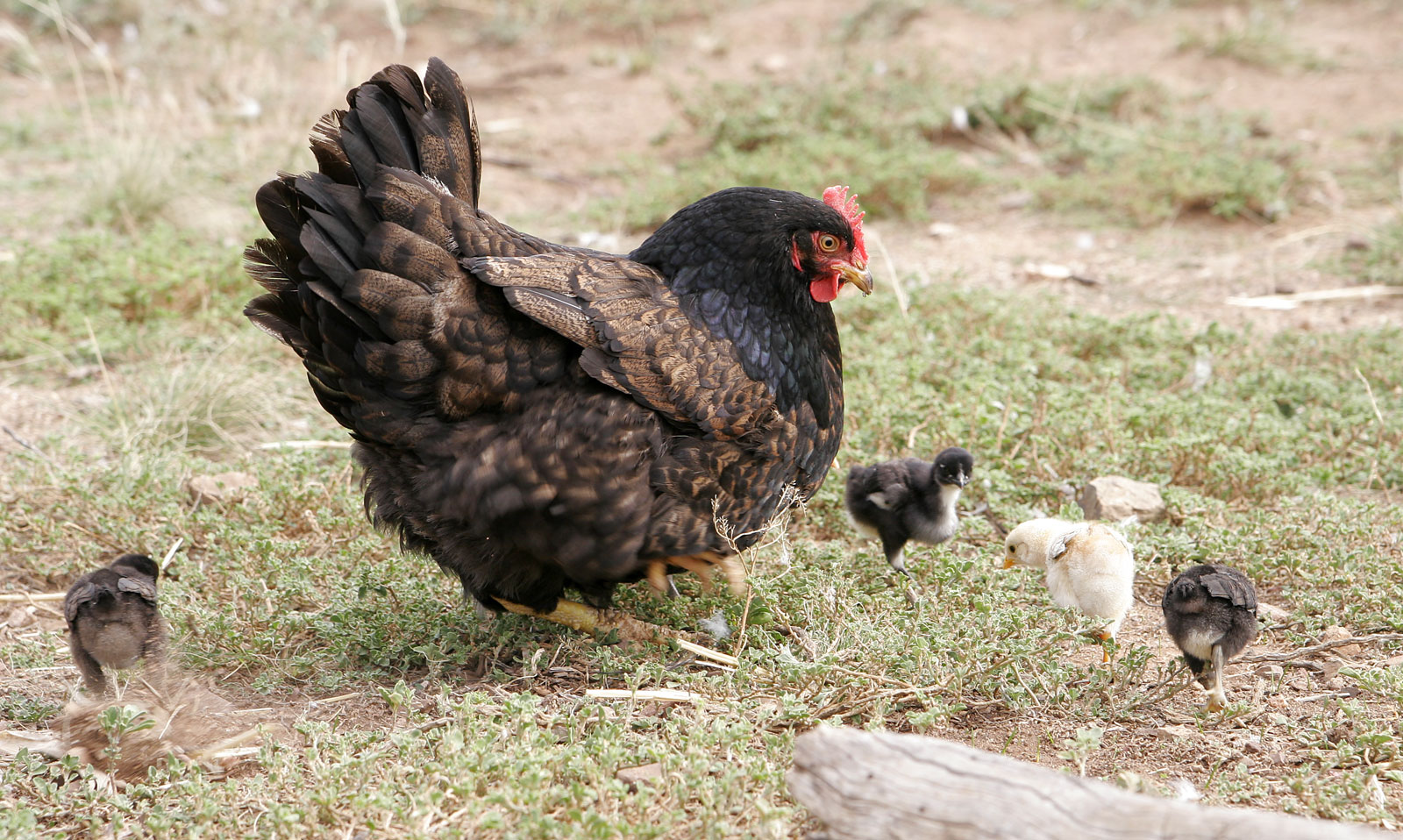
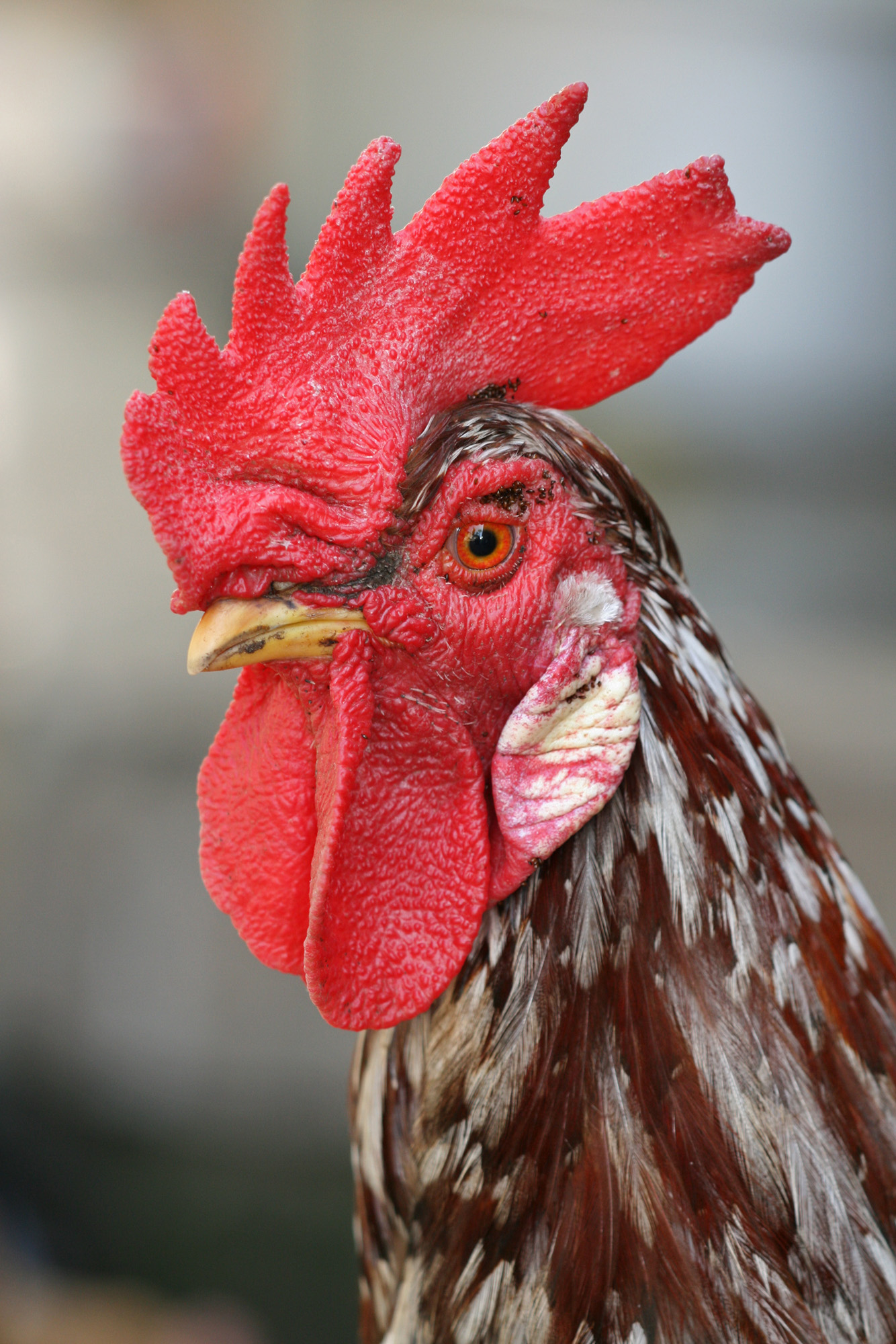
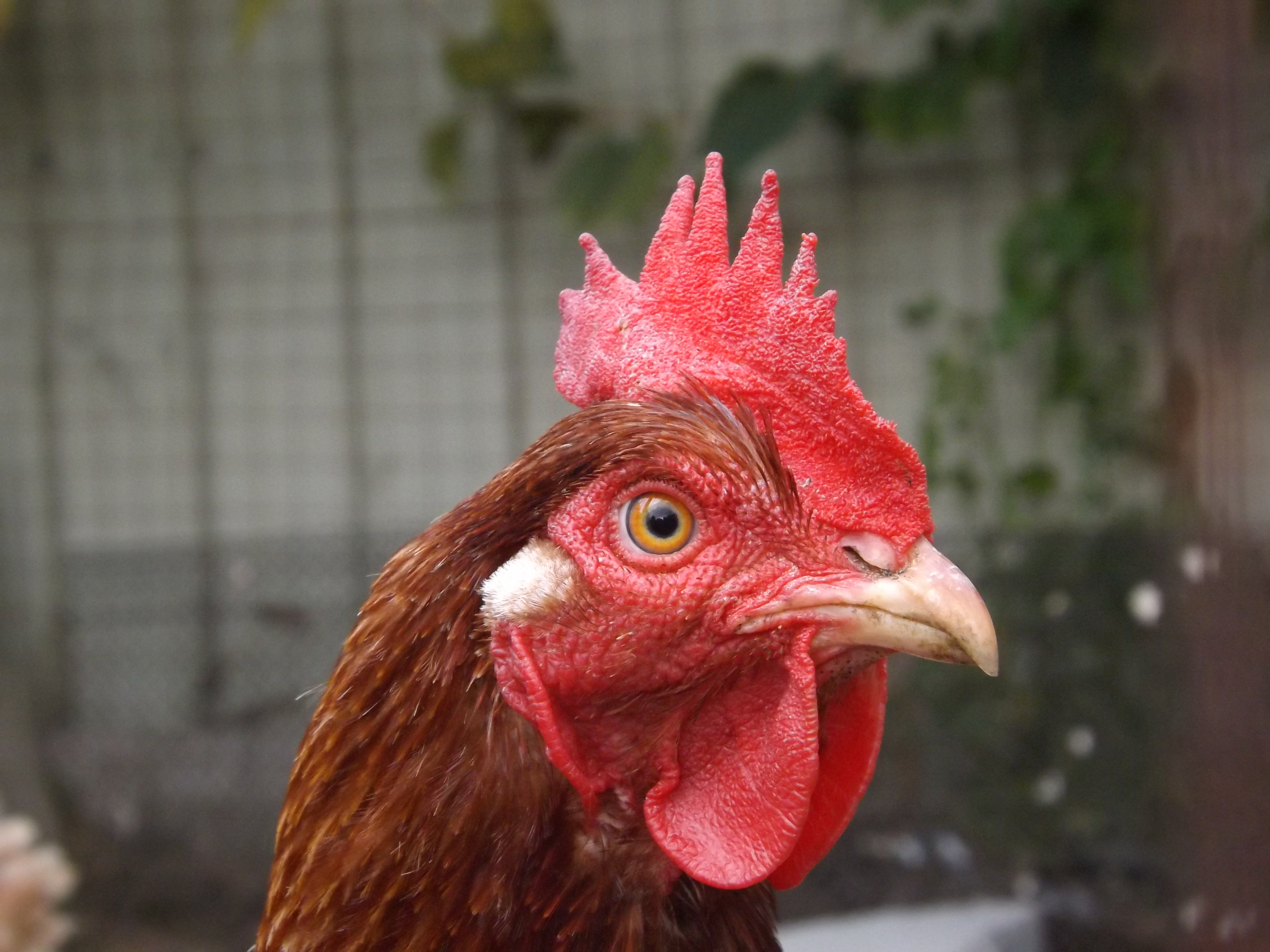
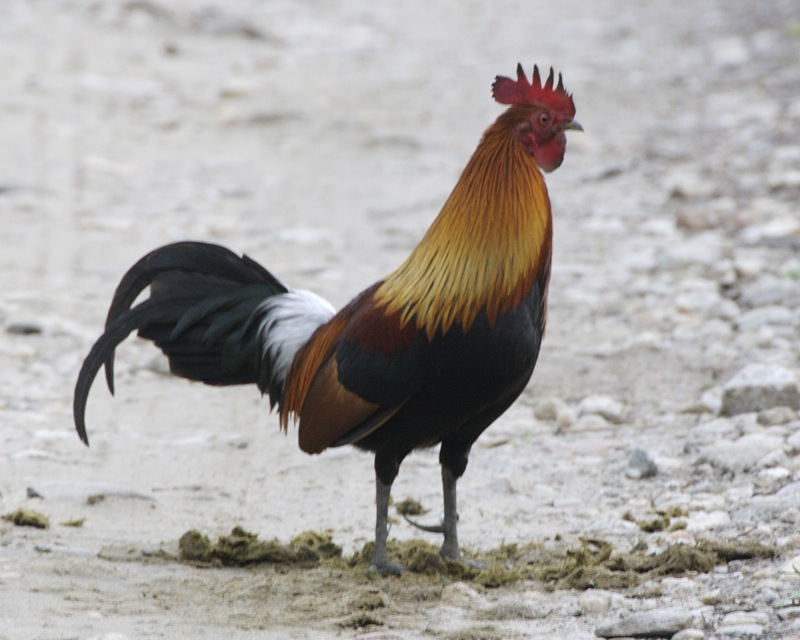
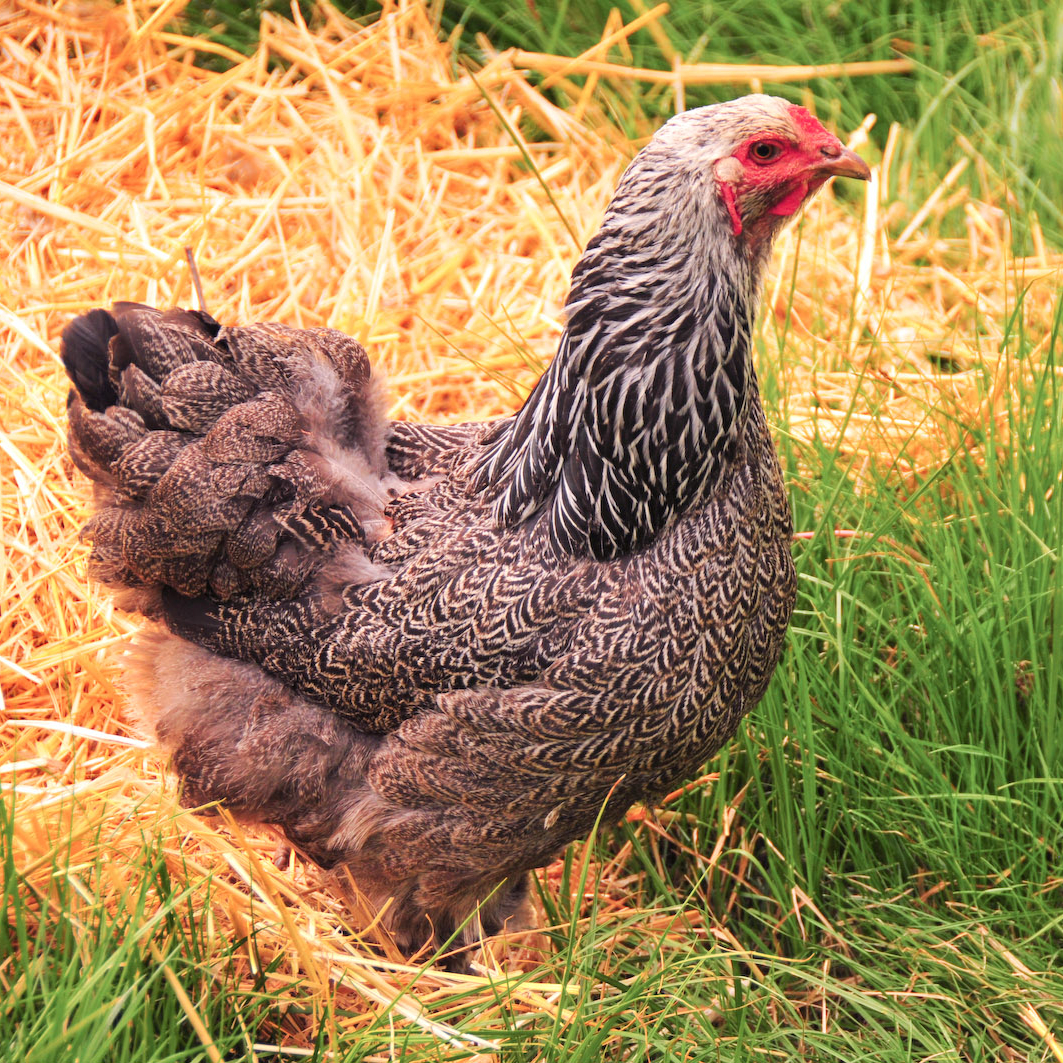
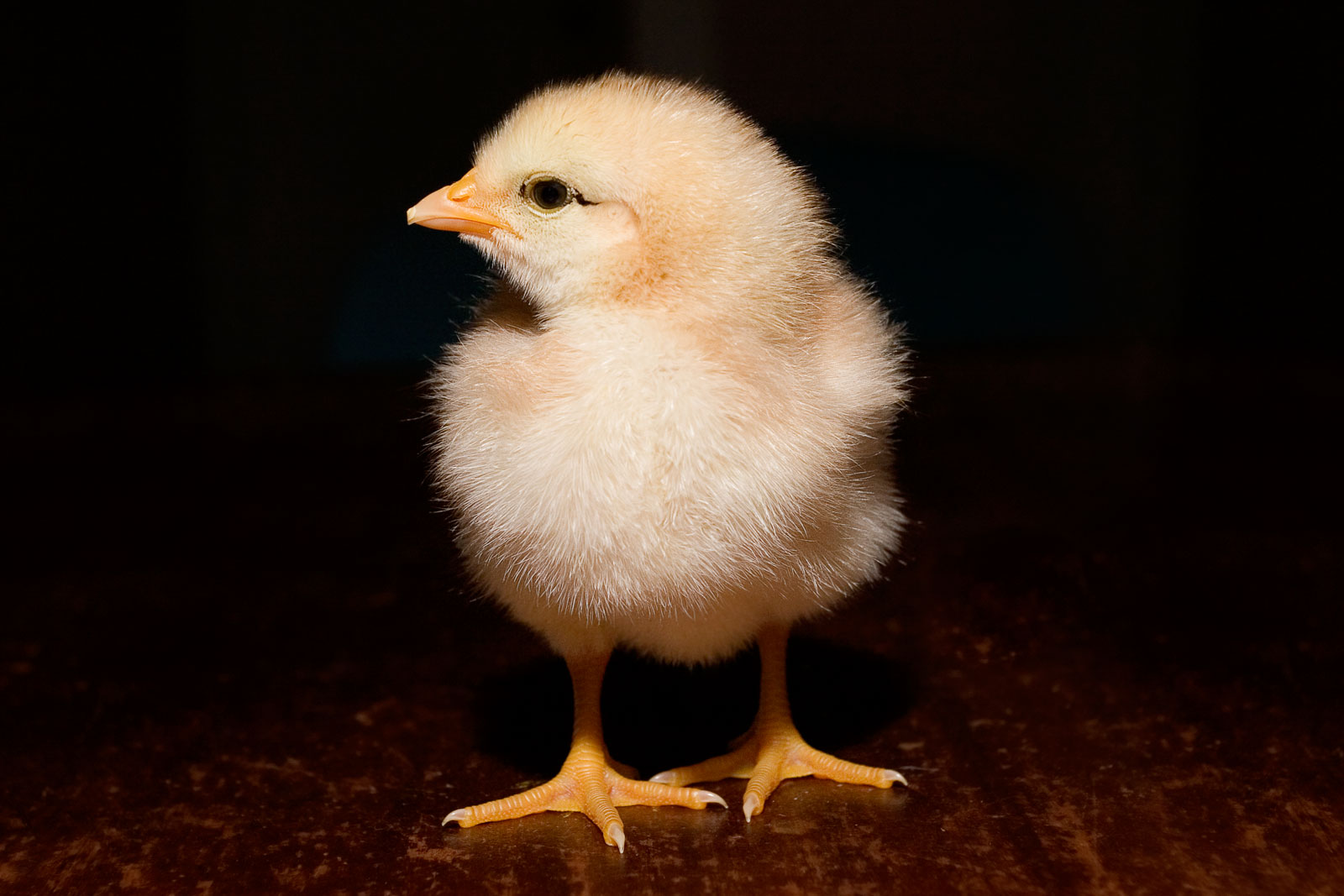
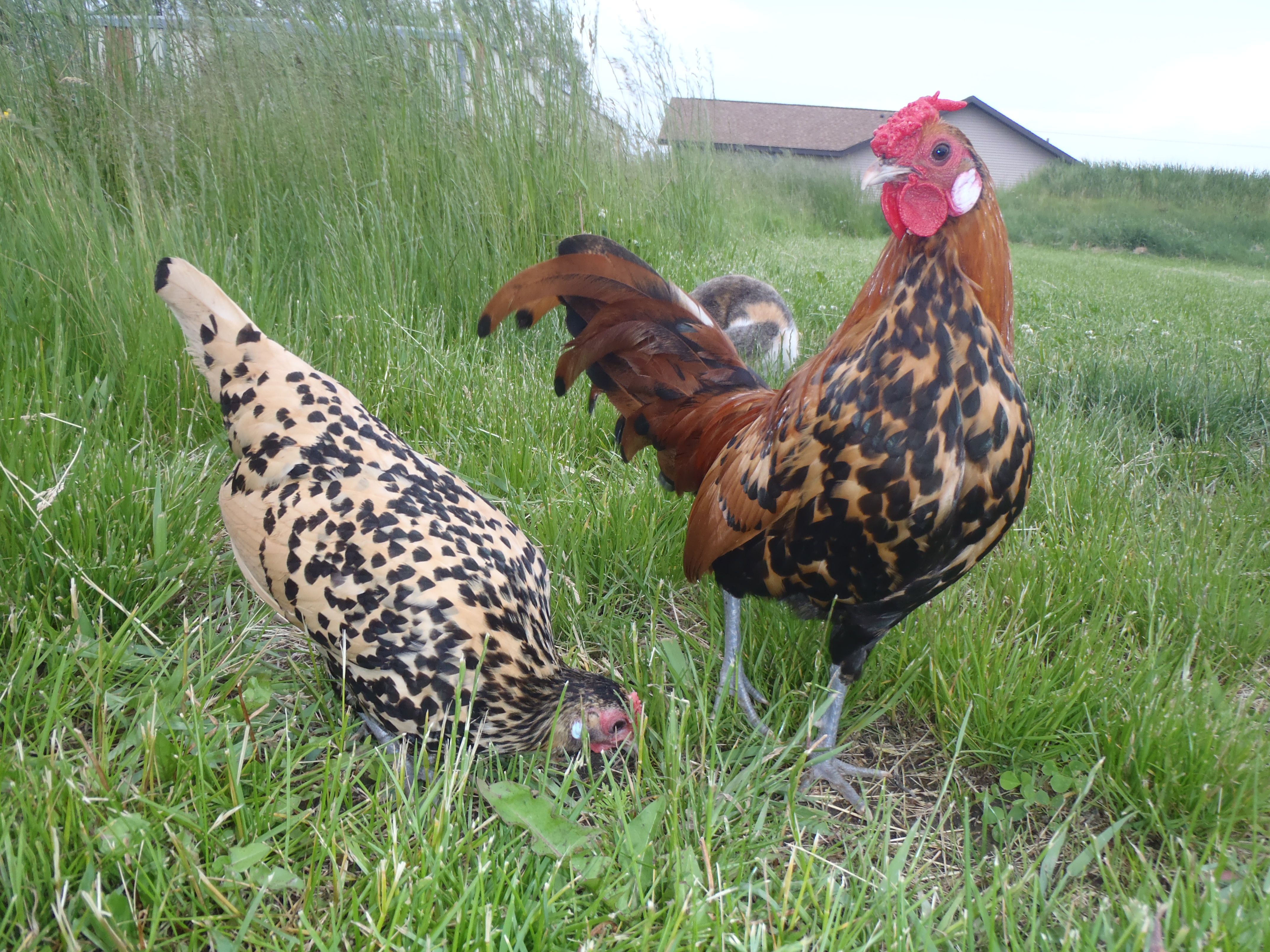

## Rase degăinicunoscute

### Rase ușoare producătoare de ouă
- Australorp
- Araucana
- Leghorn
- Lohmann Brown clasic
- Marans

### Rase grele pentru carne
- Brahma
- Broiler

### Rase mixte pentru carne și ouă
- Amrock
- Cochinchina
- Gât golaș de Transilvania
- Kabir
- Langșan
- La Bresse
- New Hampshire
- Orlov
- Orpington
- Plymouth
- Rasa Hamburg
- Rasa italiană
- Rhode Island
- Sussex
- Wyandotte

### Rase luptătoare
- Combatanta engleză
- Combatanta indiană
- Combatanta de Malaezia

### Rase de ornament
- Găina de porțelan
- Fenix
- Barac pitic
- Coșin pitic
- Rasa japoneză
- Moțata olandeză
- Mătase japoneză
- Bantam
- Onagadori

## Țările mari crescătoare de găini

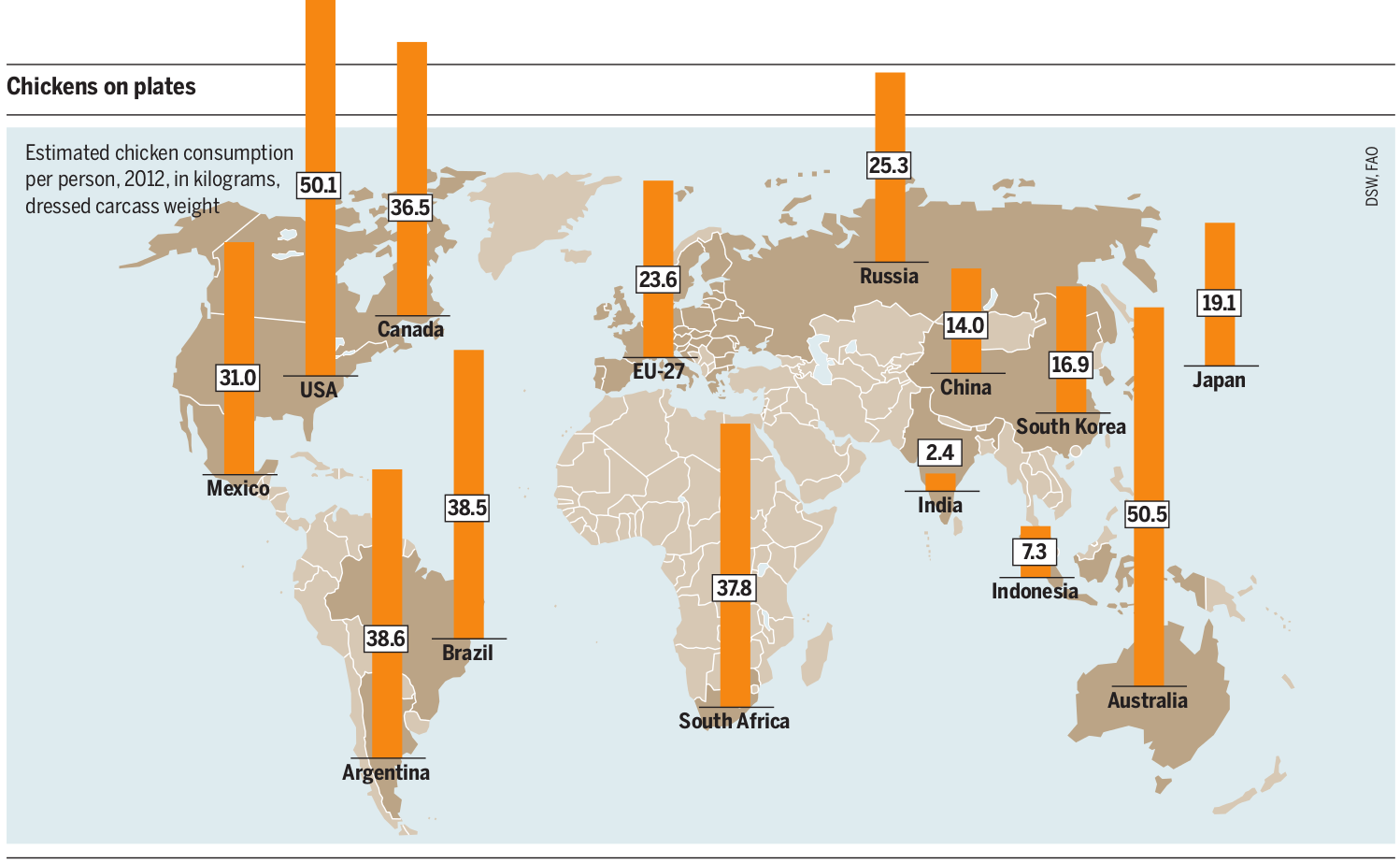
2012

| Rang | Țara           | Producția (în mii t) | Rang | Țara          | Producția (in mii t) |
| ---- | -------------- | -------------------- | ---- | ------------- | -------------------- |
| 1    | SUA            | 15.536               | 11   | Rusia         | 1.060                |
| 2    | China          | 9.475                | 12   | Africa de Sud | 973                  |
| 3    | Brazilia       | 8.668                | 13   | Canada        | 950                  |
| 4    | Mexic          | 2.250                | 14   | Turcia        | 940                  |
| 5    | India          | 1.650                | 15   | Argentina     | 885                  |
| 6    | Spania         | 1.268                | 16   | Thailanda     | 878                  |
| 7    | Marea Britanie | 1.242                | 17   | Malaezia      | 825                  |
| 8    | Japonia        | 1.241                | 18   | Iran          | 820                  |
| 9    | Franța         | 1.135                | -    |               |                      |
| 10   | Indonezia      | 1.100                | -    |               |                      |